# Vostočnoe Degunino
Il quartiere Vostočnoe Degunino (in russo Восточное Дегунино?, Degunino orientale) è un quartiere di Mosca sito nel Distretto Settentrionale.
Insieme al quartiere di Zapadnoe Degunino (Degunino occidentale) deriva dall'inglobamento nel comune di Mosca del comune di Degunino, avvenuto il 17 agosto 1960.